# Jon Clay
Jonathan Davis Jonny Clay (Leeds, 26 de junho de 1963) é um ex-ciclista de pista e estrada profissional britânico que competiu representando o Reino Unido nos Jogos Olímpicos de 2000, em Sydney, Austrália, onde conquistou a medalha de bronze na prova de perseguição por equipes (4 000 m).